# Sten Svensson
För läraren och skoldebattören, se Sten Svensson (lärare).
Sten Ivan Svensson, född 16 augusti 1937 i Götene, död 11 februari 2023, var en svensk informationschef och politiker (moderat), som var riksdagsledamot 1976–1998 för Skaraborgs läns valkrets.
I riksdagen var han ledamot i arbetsmarknadsutskottet 1979–1982, i näringsutskottet 1982–1988 och i socialutskottet 1988–1998. Han var socialutskottets vice ordförande 1991–1994 och ordförande 1994–1998. Svensson var även ledamot i Nordiska rådets svenska delegation.

## Utmärkelser
- Riddare av Carl XIII:s orden